# عقرب سوطي كينابالي
عقرب سوطي كينابالي (الاسم العلمي: Thelyphonus kinabaluensis) هي نوع من العنكبوتيات يتبع جنس العقرب السوطي من الفصيلة العقارب السوطية.